# 우정훈 (가수)
우정훈(1986년 7월 2일 ~)은 대한민국의 가수다. 1997년 뮤지컬 '명성황후'로 데뷔했다.

## 방송
- 팬텀싱어 1 (2016) - Top32(30위)

## 음반
- 침묵의 다음 (2009)
- White Christmas (2010)
- My Love (2011)
- 우정훈 2집 (2011)

### 쉬는시간
- 내가 잘하는게 뭘까요? (2016)
- 시간 (2017)
- My best day (2018)

## 공연
- 명성황후 (1997)
- 우정훈 러브콘서트 - 수원 (2011)
- 지현수 우정훈 러브콘서트 (2012)
- 재즈피아노 고희안, 크로스오버 싱어 우정훈 해설이 있는 음악회 (2014)
- 아름다운 밤! 그래미콘서트 (2015)
- 우정훈＆고희안의 〈사운드트랙〉 (2018)
- 팬텀스타 힐링콘서트 - 부산 (2019)

## 작사/작곡
- 우정훈 <My Love (Inst.)> (2011) - 작곡
- 우정훈 <My Love> (2011) - 작곡
- 쉬는시간 <내가 잘하는게 뭘까요?> (2016) - 작사
- 쉬는시간 <시간> (2017) - 작사
- 쉬는시간 <My best day> (2018) - 작사, 편곡

## 피처링
- 이준엽 <Dear. Mom&Daddy> (2015)
- 이준엽 <매일 걷던 거리> (2015)